# Олівер Провстгор
О́лівер Про́встгор Ні́льсен (дан. Oliver Provstgaard Nielsen; нар. 4 червня 2003, Вайле) — данський футболіст, захисник італійського клубу «Лаціо».

## Клубна кар'єра

### «Вайле»
Вихованець футбольних клубів «Бредбалле» і «Вайле». 7 червня 2021 року підписав контракт з «Вайле» до літа 2024 року.
14 квітня 2022 року дебютував в основному складі «Вайле» в матчі данської Суперліги проти «Оденсе», вийшовши в стартовому складі. За підсумками сезону клуб вилетів до Першої ліги Данії. 27 травня 2022 року продовжив контракт з «Вайле» до червня 2026 року.
23 липня 2022 року в матчі проти «Гельсінгера» дебютував у Першому дивізіоні, вийшовши в стартовому складі. 29 жовтня в поєдинку проти «Нюкебінга» забив свій перший гол за «Вайле». В сезоні 2022–23 став переможцем Першого дивізіону, допомігши команді повернутися до Суперліги.
За підсумками лютого 2024 року був визнаний молодим гравцем місяця Суперліги. 3 березня 2024 року в матчі проти «Брондбю» відзначився своїм першим м'ячем у Суперлізі. 5 серпня 2024 року в поєдинку Суперліги проти «Норшелланна» вперше вивів на поле «Вайле» з капітанською пов'язкою, ставши у віці 21 року, 1 місяця та 1 дня четвертим наймолодшим капітаном в історії клубу.

### «Лаціо»
3 лютого 2025 року перейшов в італійський «Лаціо», підписавши контракт до червня 2029 року. Сума трансферу становила 5 млн євро. 6 квітня 2025 року дебютував за нову команду в матчі Серії A проти «Аталанти», вийшовши на заміну Самюелю Жиго.

## Кар'єра в збірній
Виступав за збірні Данії до 16, до 17, до 18, до 19, до 20 і до 21 року. В травні 2025 року потрапив в заявку збірної до 21 року на молодіжний чемпіонат Європи в Словаччині. На турнірі провів три матчі, а його команда дійшла до чвертьфіналу, де поступилась збірній Франції.

## Статистика виступів
Станом на 4 травня 2025 
| Клуб              | Сезон             | Чемпіонат         | Чемпіонат | Чемпіонат | Кубок | Кубок | Єврокубки | Єврокубки | Всього | Всього |
| Клуб              | Сезон             | Дивізіон          | Матчі     | Голи      | Матчі | Голи  | Матчі     | Голи      | Матчі  | Голи   |
| ----------------- | ----------------- | ----------------- | --------- | --------- | ----- | ----- | --------- | --------- | ------ | ------ |
| Вайле             | 2021–22           | Суперліга         | 5         | 0         | 2     | 0     | —         | —         | 7      | 0      |
| Вайле             | 2022–23           | Перший дивізіон   | 30        | 2         | 6     | 0     | —         | —         | 36     | 2      |
| Вайле             | 2023–24           | Суперліга         | 32        | 1         | 0     | 0     | —         | —         | 32     | 1      |
| Вайле             | 2024–25           | Суперліга         | 16        | 0         | 0     | 0     | —         | —         | 16     | 0      |
| Вайле             | Всього            | Всього            | 83        | 3         | 8     | 0     | 0         | 0         | 91     | 3      |
| Лаціо             | 2024–25           | Серія A           | 2         | 0         | 0     | 0     | 0         | 0         | 2      | 0      |
| Всього за кар'єру | Всього за кар'єру | Всього за кар'єру | 85        | 3         | 8     | 0     | 0         | 0         | 93     | 3      |

## Досягнення
«Вайле»
- Переможець Першого дивізіону: 2022–23

Особисті
- Молодий гравець місяця данської Суперліги: лютий 2024[16]